# Halstead (Kent)
Halstead è un villaggio e parrocchia civile dell'Inghilterra, appartenente alla contea del Kent.